# Umweltbundesamt (Österreich)
Das Umweltbundesamt (Eigenschreibweise: Umweltbundesamt GmbH; eigentlich: Umweltbundesamt Gesellschaft mit beschränkter Haftung (UBA-GmbH)) ist die bedeutendste Experten-Institution für Umwelt in Österreich. Als einer der führenden Umweltberater in Europa steht das Umweltbundesamt für die Transformation von Wirtschaft und Gesellschaft zur Sicherung nachhaltiger Lebensbedingungen. Die Experten entwickeln Entscheidungsgrundlagen auf lokaler, regionaler, europäischer und internationaler Ebene, arbeiten transparent und allparteilich und stehen im Dialog mit Politik, Verwaltung, Wirtschaft, Wissenschaft und Zivilgesellschaft. Zu den Kunden und Partnern des Umweltbundesamtes gehören neben großen Unternehmen auch wissenschaftliche und politische Institutionen in Österreich, der EU und darüber hinaus. Das Umweltbundesamt hat seinen Sitz in Wien-Althangrund.

## Geschichte

### Umweltbundesamt
Das Umweltbundesamt als Dienststelle des Bundes wurde mit dem Bundesgesetz vom 20. März 1985 über die Umweltkontrolle errichtet. Gemäß § 1 Abs. 1 Umweltkontrolle war das Umweltbundesamt im damaligen Bundesministerium für Gesundheit und Umweltschutz eine nachgeordnete Dienststelle.
Gemäß § 1 Abs. 2 Z 1–4 Umweltkontrolle wurde das Umweltbundesamt gebildet aus:
1. der Organisationseinheit des Bundesministeriums für Gesundheit und Umweltschutz zur Messung und Kontrolle ionisierender Strahlen;
2. den Organisationseinheiten für Lufthygiene und Radiologie der Bundesstaatlichen bakteriologisch-serologischen Untersuchungsanstalten;
3. der Bundesanstalt für Wasserhaushalt von Karstgebieten in Wien und
4. der Organisationseinheit für Radiologie der Bundesanstalt für Wassergüte in Wien.

Das damalige Umweltbundesamt hatte seinen Sitz in Wien sowie eine Zweigstelle West mit dem Sitz in Salzburg und eine Zweigstelle Süd mit dem Sitz in Klagenfurt (§ 2 Abs. 1 Umweltkontrolle). Die Aufgaben waren in den §§ 3 bis 5 definiert. Gemäß dem 2. Abschnitt mit § 10 und folgend übte das Umweltbundesamt auch die Umweltkontrolle aus.
Gebildet wurde der neu geschaffene „Planstellenbereich ‚Umweltbundesamt‘“ gemäß § 15 Abs. 1 aus Planstellenbereichen des damaligen Bundesministeriums für Gesundheit und Umweltschutz und des damaligen Bundesministeriums für Land- und Forstwirtschaft, das waren nach Z 1–4
1. die Bediensteten der Organisationseinheit des Bundesministeriums für Gesundheit und Umweltschutz zur Messung und Kontrolle ionisierender Strahlen;
2. die Bediensteten der Organisationseinheiten für Lufthygiene und Radiologie der Bundesstaatlichen bakteriologisch-serologischen Untersuchungsanstalten;
3. die Bediensteten der Bundesanstalt für Wasserhaushalt von Karstgebieten in Wien;
4. die Bediensteten der Organisationseinheit für Radiologie der Bundesanstalt für Wassergüte in Wien.

### Ausgliederung in die Umweltbundesamt GmbH
Mit dem am 1. Jänner 1999 in Kraft getretenen Bundesgesetz über die Umweltkontrolle und die Einrichtung einer Umweltbundesamt Gesellschaft mit beschränkter Haftung (Umweltkontrollgesetz) wurden die Kernaufgaben des Umweltbundesamtes neu definiert. Gemäß § 5 Abs. 1 wurde „die bisherige Dienststelle ‚Umweltbundesamt‘ des Bundesministeriums für Umwelt, Jugend und Familie aus der Bundesverwaltung ausgegliedert. Ihre Aufgaben übernimmt nach Maßgabe dieses Bundesgesetzes eine Gesellschaft mit beschränkter Haftung. Die Gesellschaft führt die Firma ‚Umweltbundesamt Gesellschaft mit beschränkter Haftung (UBA-GmbH)‘. Im folgenden wird diese Gesellschaft als ‚Umweltbundesamt‘ bezeichnet.“
Mit der Erklärung über die Errichtung der Gesellschaft vom 4. Jänner 1999 wurde die gemäß § 5 Abs. 4 zu 100 % im Eigentum der Republik Österreich stehende Gesellschaft mit Sitz in Wien, vertreten durch das damalige Bundesministerium für Umwelt, Jugend und Familie (BMUJF), zum 30. Oktober 1999 im Firmenbuch am Handelsgericht Wien eingetragen:

„Der Gesellschafter Republik Österreich bringt in Anrechnung auf die übernommene Stammeinlage als Sacheinlage ein: Das bisher vom Umweltbundesamt verwaltete und genutzte Vermögen einschließlich aller zugehörigen Rechte und Rechtsverhältnisse, Forderungen und Schulden im Werte von ATS 67.039.880,69 laut geprüfter Eröffnungsbilanz zum 1.1.1999, wobei die Sacheinlage der Republik Österreich ATS 1.000.000 beträgt.“

Wenngleich gemäß § 5 Abs. 5 das Stammkapital der Umweltbundesamt Gesellschaft mit beschränkter Haftung (UBA-GmbH) immer noch eine Nominale von einer Million Schilling beträgt, wurde der Gesellschaftsvertrag mit Generalversammlung vom 18. Dezember 2001, eingetragen im Firmenbuch am 23. Jänner 2002, „gemäß 1. Euro-JuBeG angepasst“ und die geleistete Einlage auf 72.672,83 Euro umgestellt.
Ebenfalls gemäß § 5 Abs. 4 ist das Umweltbundesamt „berechtigt, seiner Firma das Bundeswappen beizusetzen.“
Nachdem die Umweltagenden unter der schwarz-blauen Bundesregierung Schüssel I zum 1. April 2000 dem bisherigen Bundesministerium für Land- und Forstwirtschaft, geführt von Bundesminister Wilhelm Molterer (ÖVP) angegliedert und in Bundesministerium für Land- und Forstwirtschaft, Umwelt und Wasserwirtschaft (BMLFUW) umbenannt wurde (eingetragen als Änderung im Firmenbuch am 8. November 2014), unterstand auch das Umweltbundesamt diesem Ministerium. Die Änderung mit 8. Jänner 2018 in das damalige Bundesministerium für Nachhaltigkeit und Tourismus unter der schwarz-blauen Bundesregierung Kurz I mit der Bundesministerin Elisabeth Köstinger (ÖVP) wurde als Änderung im Firmenbuch am 21. Februar 2018 eingetragen. (Die Anpassung an die Bezeichnung des zuständigen Bundesministeriums wurde im Bundesgesetz über die Umweltkontrolle und die Einrichtung einer Umweltbundesamt Gesellschaft mit beschränkter Haftung (Umweltkontrollgesetz) nicht angepasst, sodass darin gemäß § 5 Abs. 4 „die Ausübung der Gesellschaftsrechte für den Bund […] dem Bundesminister für Umwelt, Jugend und Familie [obliegt].“)
Nach einer erneuten Änderung des Bundesministeriengesetzes durch die Bundesregierung Kurz II übernahm das Bundesministerium für Klimaschutz, Umwelt, Energie, Mobilität, Innovation und Technologie mit der Klimaschutzministerin Leonore Gewessler (Grüne) im Jänner 2020 die Zuständigkeit für das Umweltbundesamt.
Seit 1. April 2025 ist das Bundesministerium für Land- und Forstwirtschaft, Klima- und Umweltschutz, Regionen und Wasserwirtschaft mit dem Bundesminister Norbert Totschnig (ÖVP) für das Umweltbundesamt zuständig.

## Organe des Umweltbundesamtes
Gemäß § 12 Abs. 1 Umweltkontrollgesetz hat die Gesellschaft einen oder zwei Geschäftsführer, wobei die Bestellung von Prokuristen zulässig ist. Die Vertretung des Umweltbundesamtes erfolgt von den zwei bestellten Geschäftsführern gemeinsam, oder, im Fall der Verhinderung eines Geschäftsführers, durch den anderen in Gemeinschaft mit einem Prokuristen. Gemäß Abs. 2 ist „der Geschäftsführer ist vom Bundesminister für Umwelt, Jugend und Familie auf Grund einer öffentlichen Ausschreibung gemäß dem Bundesgesetz über Transparenz bei der Stellenbesetzung im staatsnahen Unternehmensbereich, BGBl. I Nr. 26/1998, zu bestellen.“ Darüber hinaus gelten für die Bestellung, Abberufung und Vertretung des Umweltbundesamtes die Bestimmungen des zweiten Abschnittes des GmbH-Gesetzes über die gesellschaftlichen Organe.
In Absatz 3 ist die Zusammensetzung des Aufsichtsrats festgelegt. Dieser besteht demnach aus acht nominierten Mitgliedern und setzt sich zusammen aus:
- a) vier Mitgliedern vom Bundesminister für Umwelt, Jugend und Familie [heute vom Bundesministerium für Land- und Forstwirtschaft, Klima- und Umweltschutz, Regionen und Wasserwirtschaft nominiert],
- b) zwei Mitgliedern vom Bundesminister für Finanzen und
- c) zwei Mitgliedern von der innerbetrieblichen Interessenvertretung des Umweltbundesamtes.

Die Gründungsgeschäftsführer waren Wolfgang Struwe (* 20. März 1945) und Georg Rebernig (* 26. Juli 1963). Nach dem Ausscheiden von Struwe wurde Rebernig mit Wirkung vom 1. Jänner 2002 zum Alleingeschäftsführer. Von Februar 2018 bis Jänner 2023 war Monika Mörth (* 8. Februar 1973) an der Seite von Georg Rebernig Geschäftsführerin. Mit 1. Februar 2023 wurde Verena Ehold (* 22. März 1976) als neue Geschäftsführerin bestellt, ab 1. Mai 2024 ist Hildegard Aichberger (* 4. Juni 1972) als Geschäftsführerin eingetreten. Die beiden Geschäftsführerinnen führen die Umweltbundesamt GmbH gleichberechtigt. Erstmals in seiner Geschichte hat das Umweltbundesamt eine weibliche Doppelspitze.

## Standorte
Seit seiner Gründung hat die Umweltbundesamt GmbH den gesetzlich verankerten Firmensitz in Wien und ist mit ihrem Hauptstandort in der Spittelauer Lände 5 im 9. Bezirk Alsergrund angesiedelt. Weitere Standorte befinden sich in der Ingen-Housz-Gasse 3 und in der Grundlgasse 5, beide ebenfalls im 9. Bezirk, sowie in der Brigittenauer Lände 50–54 im 20. Bezirk Brigittenau. Die drei Standorte im 9. Bezirk befinden sich in unmittelbarer Nähe, der Standort im 20. Bezirk nahe der Friedensbrücke, alle sind in angemieteten Objekten beheimatet.
Entsprechend einer Pressemeldung vom November 2018 befindet sich am Wiener Handelskai eine Ringversuchsanlage für Immissionsmessungen, die jedoch zum Stand Juli 2019 in der Auflistung der Standorte auf der Website des Umweltbundesamtes nicht aufscheint.
Am 24. Oktober 2017 unterzeichneten Umweltminister Andrä Rupprechter (ÖVP) für das Bundesministerium für Land- und Forstwirtschaft, Umwelt und Wasserwirtschaft (BMLFUW), Landeshauptfrau Johanna Mikl-Leitner (ÖVP; Landesregierung Mikl-Leitner I) für das Land Niederösterreich und Bürgermeister Stefan Schmuckenschlager (ÖVP) für die Stadtgemeinde Klosterneuburg, eine Grundsatzerklärung, wonach das Umweltbundesamt nach Klosterneuburg übersiedelt werden soll. Der Umzug soll den damaligen Angaben zufolge 46,5 Millionen Euro kosten.
Am 16. November 2018 gab die Umweltbundesamt GmbH bekannt, dass vom damaligen Bundesministerium für Nachhaltigkeit und Tourismus (BMNT; vormals das BMLFUW, seit 2022 kurz BML) auf der Grundlage der Grundsatzentscheidung von Oktober 2017 die Entscheidung für einen Neubau des Umweltbundesamtes in Klosterneuburg fixiert wurde. Die Mittel dafür sollen durch Rücklagen des BMNT in der Höhe von 35 Millionen Euro und durch Eigenfinanzierung in Höhe von 9,8 Millionen Euro des Umweltbundesamtes aufgebracht werden. Das Land Niederösterreich habe eine Ko-Finanzierung in der Höhe von 12 Millionen Euro zugesagt. Das Umweltbundesamt bringt 9,8 Mio. Euro Eigenfinanzierung mit. Im Hauptgebäude in der Spittelauer Lände sei eine Generalsanierung erforderlich. Demnach sollen, so die Geschäftsführung, als „die mit Abstand beste und auch kostengünstigste Lösung für das Umweltbundesamt“ die vier eingemieteten Labor- und Bürostandorte im 9. und im 20. Bezirk in den Neubau umgesiedelt werden, der Standort am Handelskai mit der Ringversuchsanlage jedoch erhalten bleiben. Mit der Entscheidung sei „nicht nur ein modernes, funktionales Gebäude möglich“, sondern würden „dadurch werden auch langfristig Kosten gespart“ werden. Überdies sei „der neue Standort in Klosterneuburg wird mit öffentlichen Verkehrsmitteln gut erreichbar“. Ein konkreter Zeitpunkt für die tatsächliche Übersiedlung stand jedoch 2018 noch nicht fest. Als favorisierter Standort galt bis März 2023 das Gelände der ehemaligen Magdeburg-Pionierkaserne, das zum Pionierviertel umgestaltet wird. Da der Firmensitz der Umweltbundesamt Gesellschaft mit beschränkter Haftung (UBA-GmbH) gemäß § 5 Abs. 4 Umweltkontrollgesetz mit Wien festgelegt ist, wäre für die Sitzverlegung nach Klosterneuburg eine Gesetzesänderung vonnöten gewesen.
Im Sommer 2023 widerrief das Klimaschutzministerium die Weisung, dass das Umweltbundesamt nach Klosterneuburg übersiedeln sollte. Gesucht wurde wieder ein Standort in Wien.
Im Oktober 2024 wurde bekanntgegeben, dass das Umweltbundesamt im Jahr 2026 nach Wien-Erdberg in das „Enna“ genannte Gebäude an der Erdberger Lände 40 übersiedeln wird.  Das Gebäude wurde bis 2023 von den ÖBB genutzt.

## Aufgaben und Tätigkeitsbereiche
Die Aufgaben und Tätigkeitsbereiche des Umweltbundesamtes sind im Umweltkontrollgesetz detailliert dargestellt:
- § 6 Gesellschaftszweck und Aufgaben (Abs. 1: „Das Umweltbundesamt ist die Umweltschutzfachstelle des Bundes. …“)
- § 7 Informationsrechte, Amtshilfe und Datenschutz
- § 10 Richtlinien für die Unternehmensführung

### Nationale Arbeit
Mission Statement des Umweltbundesamtes:

„Das Umweltbundesamt steht für die Transformation von Wirtschaft und Gesellschaft zur Sicherung nachhaltiger Lebensbedingungen. Als bedeutendste Expert:innen-Institution für Umwelt in Österreich und als ein führender Umweltberater in Europa entwickeln wir Entscheidungsgrundlagen auf lokaler, regionaler, europäischer und internationaler Ebene. Wir arbeiten transparent und allparteilich und stehen im Dialog mit Politik, Verwaltung, Wirtschaft, Wissenschaft und Zivilgesellschaft.“

Die Arbeit des Umweltbundesamtes behandelt folgende Themenfelder:
- Kreislaufwirtschaft
- Klima
- Biodiversität
- Schadstofffreie Zukunft
- Digitalisierung
- Dialog & Innovation

Die Tätigkeiten des Umweltbundesamtes umfassen demnach:
- Erhebung, Aufbereitung und Analyse von Daten zur Umweltsituation in Österreich (u. a. Luftqualität, Bodeninformation, Strahlenschutz, Wassergüte)
- Entwickeln von Methoden, Empfehlungen und Entscheidungsgrundlagen für die Umweltpolitik
- Erarbeiten von Strategien zur Verbesserung der Umweltsituation
- Messung von Umweltbelastungen
- Beteiligung am Vollzug von Bundesgesetzen
- Fachliche Koordination verschiedener internationaler Umweltprogramme in Österreich
- Umweltconsulting für Unternehmen, wissenschaftliche und politische Institutionen in Österreich, der EU und darüber hinaus.

### Internationale Beratungstätigkeit
Die Schwerpunkte der internationalen Beratungstätigkeit des Umweltbundesamtes liegen im Environmental Consulting und im Institutional Capacity Building. Die Experten sind als Berater internationaler Organisationen, wie EU-Parlament, EU-Kommission, UNEP und OECD tätig. Das Umweltbundesamt unterstützt neue und zukünftige EU-Mitgliedstaaten und Länder der EU-Nachbarschaftspolitik beim Aufbau von Verwaltung und nationaler Gesetzgebung im Umweltbereich. Seit 1998 war das Umweltbundesamt an über 110 Länderpartnerschaften, sogenannten Twinning-Projekten in 27 Ländern beteiligt, darunter Bosnien und Herzegowina, Bulgarien, Georgien, Kroatien, Litauen, Malta, Mazedonien, Polen, Rumänien, Slowakei, Slowenien, Serbien, Tschechien, Tunesien, Ungarn sowie Zypern. Insgesamt reicht der Aktionsradius von Ost- und Südosteuropa bis in die Mittelmeer-Staaten und nach Zentralasien.

### Umweltkontrollbericht
Der alle drei Jahre erscheinende medienübergreifende Umweltkontrollbericht (UKB) ist das Standardwerk zur Umweltsituation in Österreich. Der Bericht richtet sich in erster Linie an Entscheidungsträger, insbesondere auf Bundes- und Landesebene sowie Interessenvertreter und bietet aktuelle Grundlagen für deren tägliche Arbeit. Dazu fokussiert er auf die wichtigsten Herausforderungen der Umweltthemen und berücksichtigt vor allem jene Aspekte, in denen in den nächsten Jahren wichtige Entscheidungen zu treffen sind.

## Rechtlicher Hintergrund
- Ursprünglich: Bundesgesetz vom 20. März 1985 über die Umweltkontrolle, inkraftgetreten am 1. Mai 1985:
  - in der Stammfassung BGBl. Nr. 127/1985, ausgegeben am 29. März 1985;
  - in der Fassung vom 31. Dezember 1998 im Rechtsinformationssystem des Bundes (RIS), außer Kraft gesetzt zum 1. Jänner 1999 mit:
- Bundesgesetz über die Umweltkontrolle und die Einrichtung einer Umweltbundesamt Gesellschaft mit beschränkter Haftung (Umweltkontrollgesetz), inkraftgetreten am 1. Jänner 1999:
  - in der Stammfassung BGBl. I Nr. 152/1998, ausgegeben am 20. August 1998;
  - in der geltenden Fassung im RIS.
- Umweltbundesamt Gesellschaft mit beschränkter Haftung (UBA-GmbH), eingetragen beim Handelsgericht Wien unter der Firmenbuchnummer FN 187010s.[1]

Es wird darauf hingewiesen, dass der Firmenname „Umweltbundesamt Gesellschaft mit beschränkter Haftung“ durch die Eintragung im Firmenbuch Kennzeichenschutz genießt und nicht gemeinfrei ist. Der Missbrauch von Unternehmenskennzeichen kann gemäß §9 UWG verfolgt werden. Darüber hinaus ist die Umweltbundeamt GmbH Inhaberin von Unionsmarken, die im geschäftlichen Verkehr im Zusammenhang mit dem Firmennamen verwendet werden und sohin Markenschutz genießen.